# Естуар
Естуар (лат. aestuarium = залив, ниска обала, aestus = плима, струја) је левкасти залив на ушћу реке широко отворен према мору. Карактеристичан је за ниске обале на којим је колебање плиме врло велико (од 10 до 20 m). Плимски талас продире ушћем дубоко у реку (на Темзи је око 113 km) и при повлачењу, за време  и осеке, носи са собом велику количину трошног материјала. На тај начин се речно корито продубљује и чисти од наноса, а бродовима се отвара пут дубоко у копно. Ако река наталожи на ушћу велику количину седимената (као нпр. Жиронда у Француској), пред естуаром се стварају пешчани спрудови кроз које се при сваком новом наступу плиме отварају пролази. Улаз у такав естуар отежан је због сталне промене положаја пролаза, па је потребна пилотажа. На обалама и на унутрашњем крају естуарског ушћа развили су се велики лучки центри: Лондон (Темза), Хамбург (Лаба), Бордо (Жиронда), Лисабон (Тежо), Буенос Ајрес и Монтевидео (Ла Плата).
Естуари чине прелазну зону између речног окружења и морског окружења и пример су екотона. Естуари су подложни морским утицајима као што су плиме, таласи и прилив слане воде, и флувијалним утицајима као што су токови слатке воде и седимента. Мешање морске и слатке воде обезбеђује високе нивое хранљивих материја како у воденом стубу тако и у седименту, стављајући естуаре међу најпродуктивнија природна станишта на свету. Већина постојећих естуара формирана је током епохе холоцена плављењем долина које су еродирале реке или глацијално испране долине када је ниво мора почео да расте пре око 10.000–12.000 година. Естуари се типично класификују према њиховим геоморфолошким карактеристикама или обрасцима циркулације воде. Они могу имати много различитих имена, као што су заливи, луке, лагуне, или увале, иако нека од ових водених тела не испуњавају стриктно горњу дефиницију ушћа и могу бити потпуно слана.
Многи естуари пате од дегенерације због различитих фактора укључујући ерозију тла, крчење шума, прекомерну испашу, прекомерни риболов и пуњење мочвара. Еутрофикација може довести до прекомерне количине хранљивих материја из канализације и животињског отпада; загађивачи укључујући тешке метале, полихлороване бифениле, радионуклиде и угљоводонике из канализационих улаза; и насип или брана за контролу поплава или скретање воде.

## Импликације еутрофикације на ушћа

### Ефекти еутрофикације на биогеохемијске циклусе
Азот је често водећи узрок еутрофикације у естуаријима у умереним зонама. Током догађаја еутрофикације, биогеохемијска повратна информација смањује количину доступног силицијум диоксида. Ове повратне информације такође повећавају снабдевање азотом и фосфором, стварајући услове у којима штетно цветање алги може да траје. Имајући у виду сада неравнотежни циклус азота, естуари се могу довести до ограничења фосфора уместо ограничења азота. Ушћа могу бити под великим утицајем неуравнотеженог циклуса фосфора, пошто фосфор ступа у интеракцију са доступношћу азота и силицијум диоксида.
Уз обиље хранљивих материја у екосистему, биљке и алге прерасту и на крају се разграђују, што производи значајну количину угљен-диоксида. Док испуштају CO2 у воду и атмосферу, ови организми такође уносе сав или скоро сав расположиви кисеоник стварајући хипоксичну средину и неуравнотежен циклус кисеоника. Вишак угљеника у облику CO2 може довести до ниског pH нивоа и закисељавања океана, што је штетније за рањиве обалне регионе као што су естуари.

### Ефекти еутрофикације на естуаријске биљке
Уочено је да еутрофикација негативно утиче на многе биљне заједнице у екосистемима ушћа. Слане мочваре су врста екосистема у неким естуарима на које је негативно утицала еутрофикација. Вегетација тракасте траве доминира пејзажом сланих мочвара. Вишак хранљивих материја омогућава биљкама да расту већом брзином у надземној биомаси, међутим мање енергије се издваја за корење пошто је хранљивих материја у изобиљу. Ово доводи до ниже биомасе у вегетацији испод земље, што дестабилизује обале мочваре изазивајући повећану стопу ерозије. Сличан феномен се јавља у мангровским мочварама, које су још један потенцијални екосистем у естуаријима. Повећање азота изазива повећање раста изданака и смањење раста корена. Слабији коренов систем узрокује да дрво мангрова буде мање отпорно у сезонама суше, што може довести до угинућа мангрова. Ова промена у надземној и подземној биомаси изазвана еутрофикацијом могла би да омета успех биљака у овим екосистемима.. 

### Ефекти еутрофикације на естуаријске животиње
У свим биомима, еутрофикација често доводи до угинућа биљака, али се утицаји не завршавају ту. Угинуће биљака мења целокупну структуру мреже хране што може довести до угинућа животиња унутар погођеног биома. Естуари су жаришта за биодиверзитет, који садрже већину комерцијалног улова рибе, што чини утицаје еутрофикације много већим унутар естуарија. Неке специфичне животиње у естуарију јаче осећају ефекте еутрофикације од других. Један пример је врста беле рибе из Европских Алпа. Еутрофикација је толико смањила нивое кисеоника у њиховим стаништима да јаја беле рибе нису могла да преживе, што је изазвало локално изумирање. Међутим, неке животиње, као што су рибе месождерке, имају тенденцију да се добро сналазе у окружењима сиромашним хранљивим материјама и могу имати користи од еутрофикације. Ово се може видети у популацијама бранцина или штуке..

### Ефекти еутрофикације на људске активности
Еутрофикација може утицати на многа морска станишта што може довести до економских последица. Комерцијална рибарска индустрија се ослања на естуарије за приближно 68 процената свог улова по вредности због великог биодиверзитета овог екосистема. Током цветања алги, рибари су приметили значајно повећање количине рибе. Нагло повећање примарне продуктивности узрокује скокове у популацији риба, што доводи до већег коришћења кисеоника. Континуирана деоксигенација воде онда узрокује пад популације риба. Ови ефекти могу почети у естуаријима и имати широк утицај на околна водна тела. Заузврат, ово може смањити продају рибарске индустрије у једној области и широм земље. Производња у 2016. из рекреативног и комерцијалног риболова доприноси милијардама долара бруто домаћег производа (БДП) Сједињених Држава. Смањење производње у овој индустрији може утицати на било ког од 1,7 милиона људи које рибарска индустрија запошљава годишње широм Сједињених Држава.

## Импликације за морски живот
Естуари су невероватно динамични системи, где се температура, салинитет, замућеност, дубина и проток мењају свакодневно као одговор на плиму. Овај динамизам чини естуаре високо продуктивним стаништима, али и отежава преживљавање многих врста током целе године. Као резултат тога, велики и мали естуари доживљавају снажне сезонске варијације у својим рибљим заједницама. Зими, рибљом заједницом доминирају издржљиви морски становници, а лети се разне морске и анадромне рибе усељавају у ушћа и излазе из њих, користећи своју високу продуктивност. Естуари пружају критично станиште за различите врсте које се ослањају на естуаре за завршетак животног циклуса. Познато је да пацифичка харинга (Clupea pallasii полаже јаја у естуарима и заливима, живородне рибе се рађају у естуарима, младе плоснате рибе и камене рибе мигрирају у естуаре да би се похраниле, а анадромни салмониди и лампуге користе ушћа као коридоре за миграцију. Такође, популације птица селица, као што је црнорепи бог, се ослањају на естуаре.